# Didymoplexiella
Didymoplexiella là một chi thực vật có hoa trong họ, Orchidaceae.